# Swampomyces armeniacus
Swampomyces armeniacus är en svampart som beskrevs av Kohlm. & Volkm.-Kohlm. 1987. Swampomyces armeniacus ingår i släktet Swampomyces, klassen Sordariomycetes, divisionen sporsäcksvampar och riket svampar.   Inga underarter finns listade i Catalogue of Life.